# Secretariaat-Generaal (Benelux)
Het Secretariaat-Generaal van de Benelux, dat gevestigd is te Brussel, en verzorgt de centrale administratie van de Benelux. Het Secretariaat-Generaal telt ongeveer 60 personeelsleden. Dit zijn de enige permanente internationale ambtenaren in dienst van de Benelux.
Het vervult het secretariaat van het Comité van Ministers en de diverse commissies en werkgroepen en verzorgt de griffie van het Benelux-Gerechtshof.
Naast facilitaire steun levert het secretariaat ook de kennis en ervaring die nodig kan zijn in verband met verschillende overheidsculturen tussen de drie lidstaten.

## Leiding
De leiding van het Secretariaat-Generaal berust bij de  secretaris-generaal en twee adjunct-secretarissen-generaal. Samen vormen zij het College van Secretarissen-Generaal. De functie van secretaris-generaal wisselt bij toerbeurt tussen België, Nederland en Luxemburg. De eerste secretaris-generaal was Edmond Jaspar, die in 1946 werd benoemd.
Het college bestaan uit secretaris-generaal Frans Weekers uit Nederland en adjunct-secretarissen-generaal Alain de Muyser uit Luxemburg en Michel-Etienne Tilemans uit België.

## Afdelingen
Het Secretariaat-Generaal kent vijf afdelingen.
- Veiligheid en Externe relaties
- Markt en Duurzame Ontwikkeling
- Strategie & Organisatie
- Ruimte en Mens
- Taalafdeling